# Johann Chr Richter
Johann Chr Richter   (Dresden, 15 de juliol de 1700 - Dresden, 1785) fou un compositor i organista alemany.
Johann Christoph Richter va ser esmentat a la "Dresden Kreuzschule" el 1714, però va arribar a la capella de la cort de Dresden poc temps després i des d'allí va ser enviat a Itàlia per a la formació el 1716. Des del 1722 va estudiar a Leipzig. El 1726, per ordre del rei, va haver d'aprendre a interpretar el Pantaló de Pantaleon Hebenstreit. Des del 1734 va substituir al malalt Hebenstreit com a professor de Pantaló, mentre que el 1727 va ser nomenat organista protestant de la cort. De 1751 a 1775 va ser cantor de cort i des de 1760 va rebre el títol de "Kapellmeister".
Els estudiants que va tenir Richter inclouen Christian Gottlieb Dachselt, organista de molt de temps a la Dresden Frauenkirche.
A més d'algunes cantates, Richter va escriure dues obres escèniques i algunes obres instrumentals, així com obres per a orgue i clavicèmbal. Les escèniques són les dues òperes; Il re pastore, llibret: Pietro Metastasio (1762, Dresden) i Opera drammatica per festeggiare il gloriosissimo giorno natalizio, llibret: Pietro Metastasio (1764, Dresden) i, les instrumentals són; Concert per a eco de 4 violins, 4 flautes, 2 violes i Baix continu, i
Trio Sonata per a Flauta, Oboe i Baix continu.